# Parvimolge townsendi
Genre
Espèce
Synonymes
- Oedipus townsendi Dunn, 1922

Statut de conservation UICN

 CR A2ac+4ac : 
En danger critique
Parvimolge townsendi, unique représentant du genre Parvimolge, est une espèce d'urodèles de la famille des Plethodontidae.

## Répartition
Cette espèce est endémique de l'État de Veracruz au Mexique. Elle se rencontre entre 800 et 1 500 m d'altitude dans la Sierra Madre orientale, entre Cuautlapan et Teocelo,.

## Description
Parvimolge townsendi mesure moins de 50 mm dont la moitié pour la queue. Son dos est vert foncé et présente des taches noirâtres en forme de V. Son ventre est noir.

## Étymologie
Cette espèce est nommée en l'honneur de Prescott Townsend.

## Publications originales
- Dunn, 1922 : A new salamander from Mexico. Proceedings of the Biological Society of Washington, vol. 35, p. 5-6 (texte intégral).
- Taylor, 1944 : The genera of plethodont salamanders in Mexico, Pt. I. University of Kansas Science Bulletin, vol. 30, no 12, p. 189-232 (texte intégral).